# Datsun Vanette
Der Datsun C20 (ab 1982 Datsun Vanette) ist ein vom japanischen Automobilhersteller Datsun produzierter Kleintransporter, der als Vanversion die Grundlage für die Vanmodelle des Mutterkonzerns Nissan legte. Im Zuge der Einstellung der Marke Datsun wurde er zum Nissan Vanette. Die Vanette basiert auf verschiedensten Kleintransportern; die erste Version basiert auf dem Datsun C20 und hat Mittelmotoren. Die in Japan aktuelle Vanette basiert auf dem Kleintransporter Nissan NV200 und wird in abgewandelter Form in Europa als Nissan Evalia angeboten. Nunmehr verfügt sie über einen Frontmotor.

## Datsun C20 / (Datsun) Nissan Vanette C120 (1978–1988)
Der "Datsun C20" (Modellcode C120) wurde im Oktober 1978 als Ersatz für den 1969 eingeführten Datsun Cherry Cab als Nissan Sunny Vanette / Datsun Cherry Vanette in Japan eingeführt, da Nissan damals auf dem Heimatmarkt über drei verschiedene Händlernetze (Sunny/Cherry/Bluebird Linie) verfügte. Zunächst gab es Kleinbus (Coach), Kastenwagen und die sogenannte LKW-Version (Pritschenwagen) zu kaufen. Als Antrieb kommt der 1,2-l-Ottomotor A12 zum Einsatz, dessen Kraft auf ein Vierganggetriebe mit Lenkradschaltung übertragen wird. Serienmäßig sind vier Trommelbremsen verbaut. Ab Juli 1979 war die Kleinbusversion (Coach) mit dem 1,4-l-Ottomotor A14 erhältlich, sie verfügt über ein Fünfgangschaltgetriebe. Der Export nach Europa startete als Datsun C20, jedoch nur die Kleinbus-, Van- und Lieferwagenmodelle.
- 1980 wurde der 1,4-l-Ottomotor des Coach auch in den anderen Versionen angeboten, optional war nun auch Hochdach erhältlich.
- Im Juni 1981 wurde der LD20-Dieselmotor eingeführt, gekoppelt mit serienmäßigem 5-Gang-Schaltgetriebe. Im Coach war ab nun der 2-Liter-Ottomotor Z20 erhältlich, während der 1,2-l-Ottomotor entfiel.
- Ein umfassendes Facelift im Oktober 1982 brachte ein neu gestaltetes Armaturenbrett und serienmäßige Scheibenbremsen vorne bei allen Modellen. Die optionale Klimaanlage wurde modernisiert und eine kostengünstigere FL-Version des Coach war erhältlich. Mit dem Facelift wurde der C20 generell zum Vanette umbenannt.[2] Gleichzeitig erfolgte die Einführung einer größeren Version (GC120), welche eine um 33 cm zwischen den vorderen und seitlichen Türen gestreckte Version des C120 ist. Diese wurde in Japan Largo genannt und überwiegend als Kleinbusversion Datsun Vanette Largo verkauft, war aber auch mit allen anderen Karosserieformen erhältlich. In Europa verdrängte die ab 1983 angebotene Kleinbusversion (hier als KC120) die kleinere Version.
- Im September 1985 wurde die Produktion der Kleinbusversion der Vanette C120 in Japan eingestellt. Die KC120-Version sowie die C120-Truck- und Lieferwagenversionen wurden noch bis Ende 1987 in Japan produziert, letztere wurde nur noch in Asien angeboten.

### Datsun bzw. Nissan Vanette / Van (1980–1985)

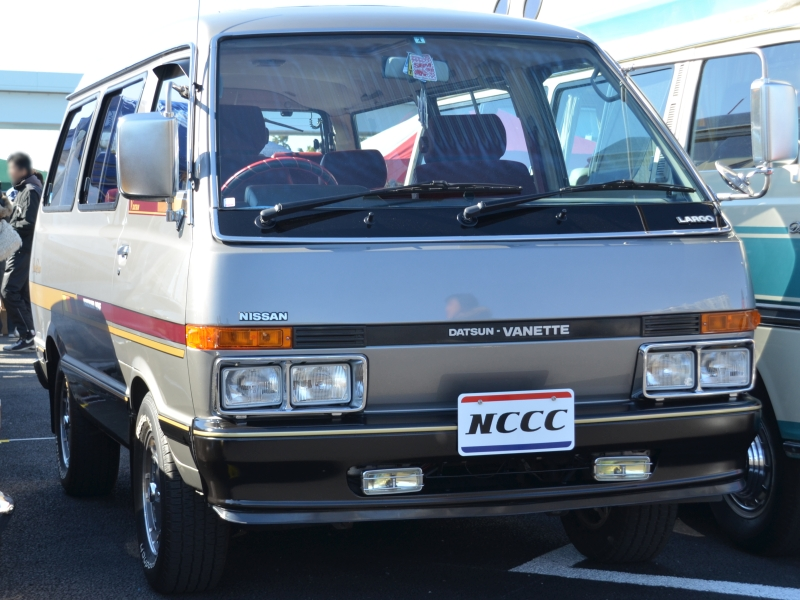
Nissan Datsun Vanette Largo (GC120)

Im März 1980 erfolgte die Einführung des Van Datsun Vanette. Dieser basiert auf dem C120 Coach mit Hochdach. Er verfügt über besser verarbeitete Materialien am Armaturenbrett und den Verkleidungen, mittigem Schiebedach und schwenkbaren Stühlen in der 2. Reihe. Optional war eine Klimaanlage für den Fahrgastraum erhältlich. Gegenüber den anderen Versionen hat er vier runde Scheinwerfer und Scheibenbremsen vorne serienmäßig. In Japan gab es je nach Händlernetz den Datsun Vanette oder Nissan Sunny Vanette. In Europa wurde er als Datsun Vanette vermarktet. Ab Juni 1980 wurde der A15-Ottomotor verbaut und es erfolgte die Einführung des SGL. Dieser wurde äußerlich mit doppelten eckigen Scheinwerfern für ein moderneres Erscheinungsbild aufgewertet. Im Innenraum ist das Schiebedach nun elektrisch betrieben, zwischen Fahrer- und Beifahrersitz gibt es nun auch ein Schiebedach. Klimaanlage vorne und hinten sind serienmäßig, elektrische Fensterheber waren optional erhältlich. Im Juni 1981 erfolgte der Einbau des 2,0-l-Ottomotors Z20, und der Export unter der Marke Nissan nach Nordamerika begann. Mit dem Facelift 1982 und der Namensänderung von C20 auf Vanette wurde die ursprüngliche Vanette in Europa ab 1983 zur Vanette KC120.

### Nissan Vanette Cargo C220 (1986–1994, Europa)
Exklusiv für Europa begann im 1986 die Produktion des Kastenwagen Nissan Vanette Cargo C220 mit zwei serienmäßigen seitlichen Schiebetüren und einer Heckklappe bei Nissan Motor Ibérica in Spanien, parallel zum Produktionsbeginn der Nissan Vanette C22. Bei dem Vanette Cargo handelt es sich um eine überarbeitete Kastenwagenversion des GC120 Largo. Er behielt im Wesentlichen die Karosserie aus dem Jahr 1982, jedoch mit veränderter Front. Die Verlängerung der Karosserie war nun nicht mehr ersichtlich, außerdem wurde nun das Armaturenbrett der 1985 in Japan eingeführten Vanette C22 verbaut. Neben dem Ottomotor A15 mit 51 kW war auch der zuletzt auf 49 kW erstarkte Dieselmotor LD 20 erhältlich. Dieser war zwischenzeitlich auch mit Turbo erhältlich. Nach 8 Jahren Bauzeit in Europa, mit leichtem Facelift 1991 und insgesamt 12 Jahren Bauzeit, endete die Produktion der Nissan Vanette Cargo C220 Ende 1994. Nachfolger in Europa war die Nissan Vanette Cargo HC23.

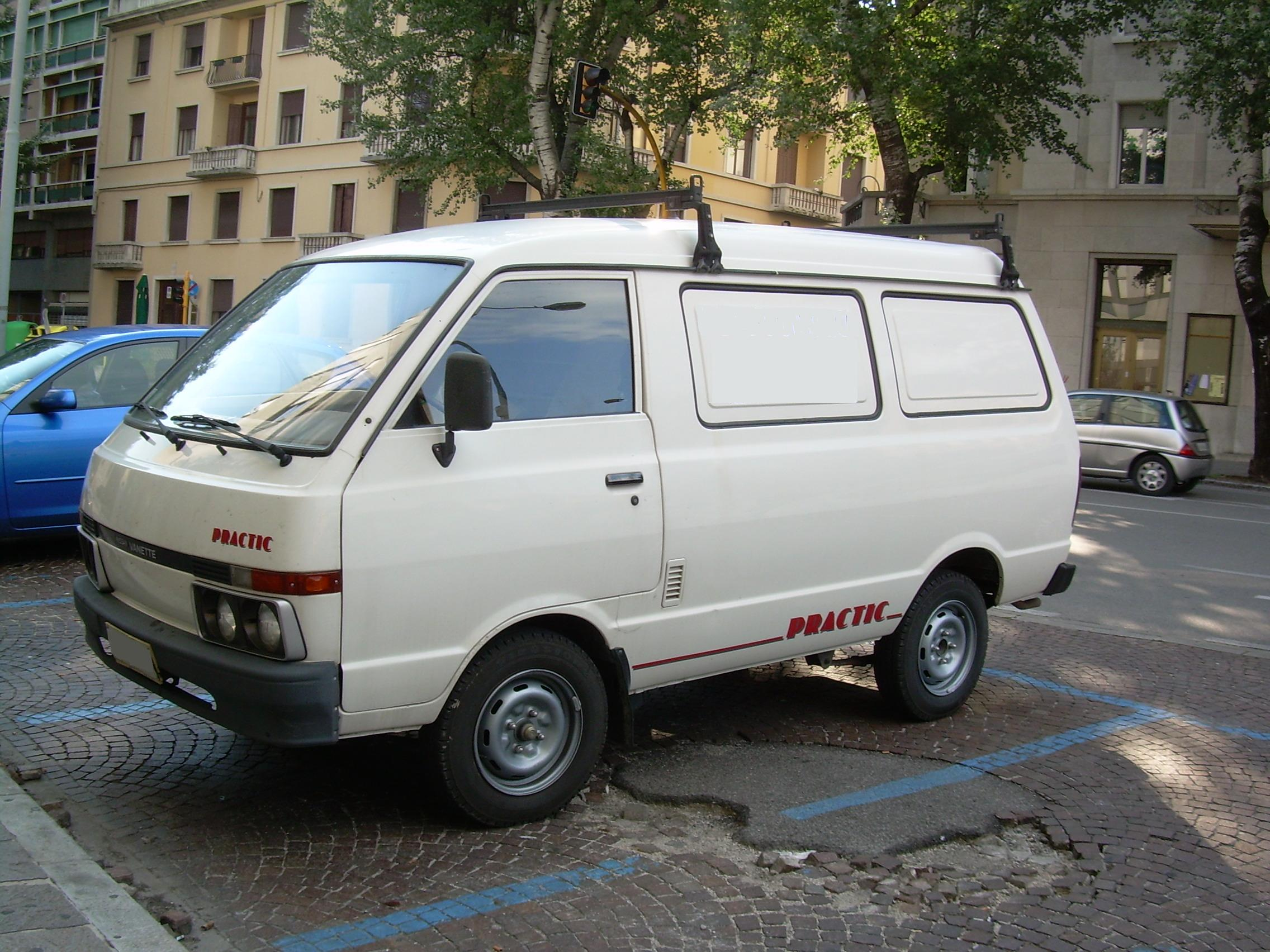
Vanette Cargo C220 (1986–1991)
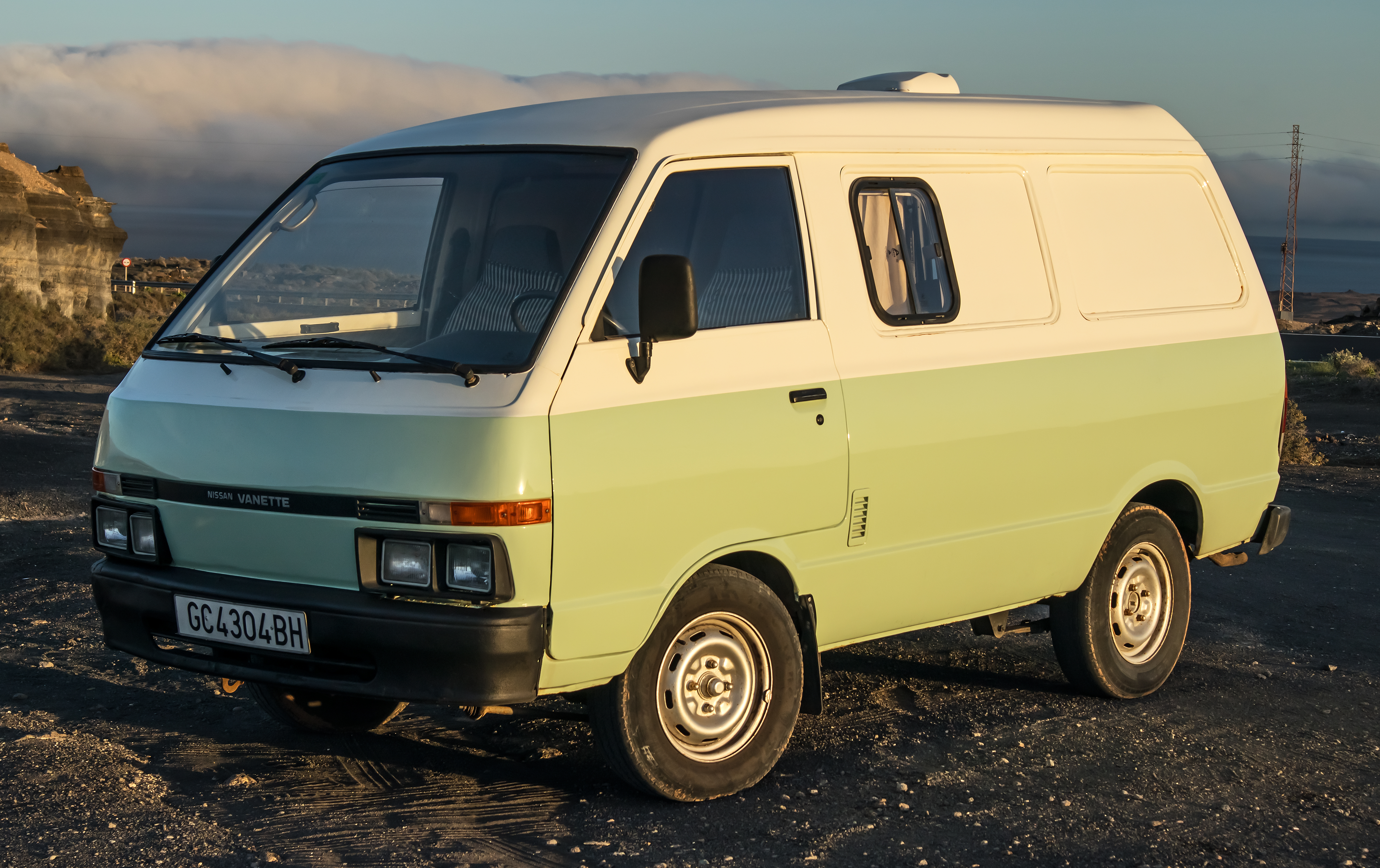
Vanette Cargo C220 (1991–1994)
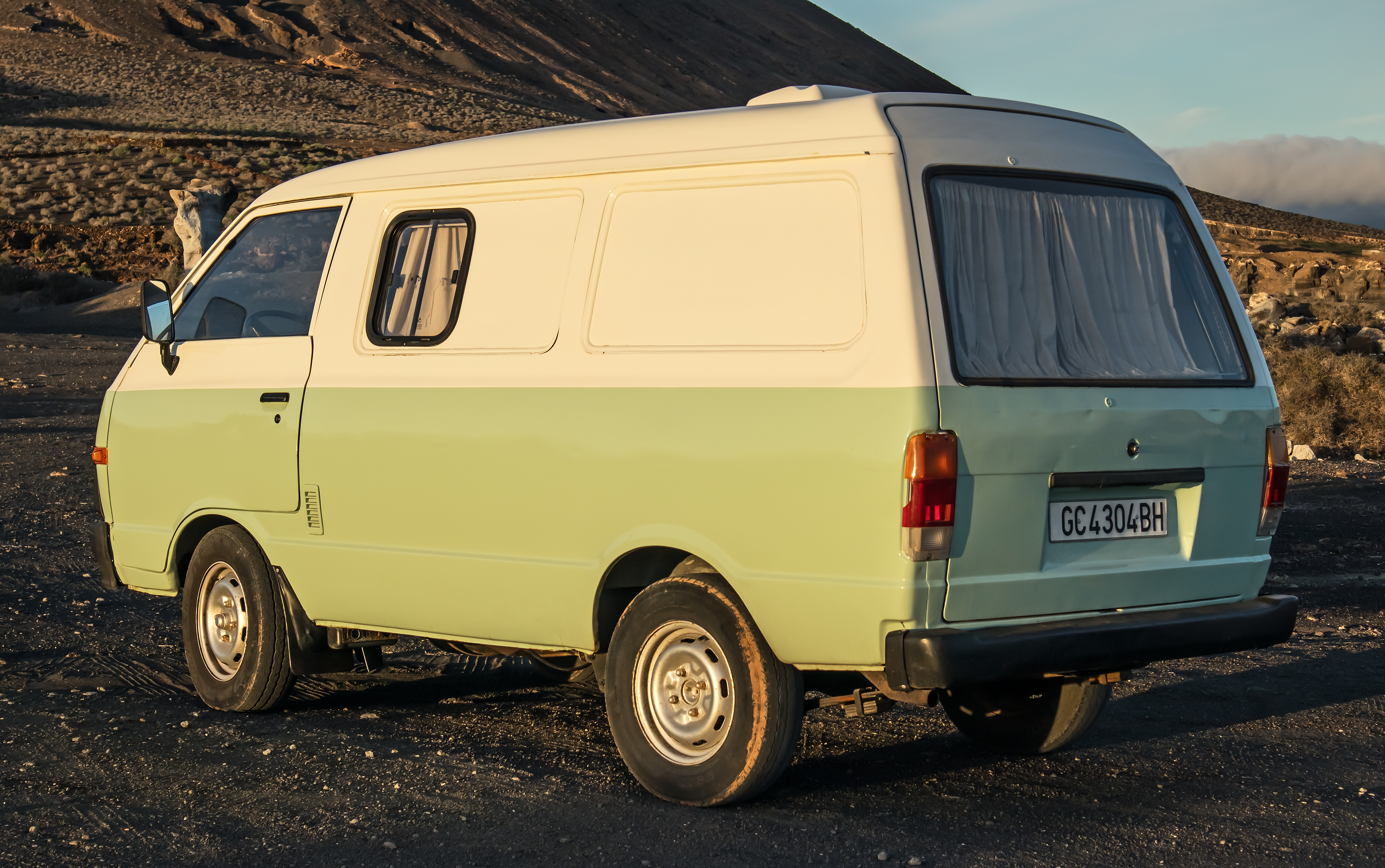
Heckansicht

## Nissan Vanette C22 (1985–1993, Japan)
Im September 1985 erschien die Vanette C22. Hierbei handelte es sich zunächst aber nur um ein Kleinbusmodell mit dem gleichen Chassis der C20 Largo, jedoch mit anderer Karosserie und anderem Innenraum. Dieses Fahrzeug wurde in Japan wieder als Nissan Vanette Largo vermarktete. Motoren sind die Ottomotoren A15 und CA20 sowie der Dieselmotor LD20, optional auch mit Turbolader. Neben dem serienmäßigen 5-Gang-Schaltgetriebe war auch ein Drei-Gang-Automatikgetriebe für die Ottomotoren erhältlich. Erstmals gab es nun auch optional Allradantrieb.
- Im Dezember 1987 wurde die Produktion der Vanette Largo KC120 eingestellt, deren Export nach Europa ein Jahr zuvor eingestellt worden war.
- Im November 1988 lösten LKW- und Kastenwagen/Kombi-Versionen der C22 in Japan die bis dahin auf Basis der C120 gebauten Versionen ab. Ein 4-Gang-Automatikgetriebe war nun sowohl für die Otto- als auch Dieselmotoren erhältlich.
- Im Juni 1991 wurde die Produktion des Vanette-Lkws in Japan eingestellt und bis 1993 aus Malaysia importiert, wobei gleichzeitig ein Facelift mit veränderter Front, und bei den Kastenwagen/Kombi-Versionen mit verändertem Heck stattfand. Letztere wurden in Japan noch bis Mai 1993 weitergebaut, alle Versionen wurden danach durch die Nissan Vanette S20 ersetzt.

### Nissan Vanette C22 (1986–1995, Europa)
Die Nissan Vanette C22 wurde ab Oktober 1986 in Europa angeboten und ebenso wie der Vanette Cargo C220 in Spanien bei Nissan Motor Ibérica produziert. Sie ist serienmäßig mit sieben Sitzen (2-3-2 Sitzplätze) ausgestattet. Hinter Fahrer- und Beifahrersitz verfügt das Fahrzeug über eine nicht wegklappbare Dreiersitzbank in der zweiten Reihe, wobei sich der rechte äußere Sitz nach vorn verschieben bzw. klappen lässt. In der dritten Sitzreihe sind zwei umklappbare Sitze verbaut. Optional war auch eine umklappbare Dreiersitzbank für die dritte Sitzreihe erhältlich, die am häufigsten bestellt wurde. Die Serienausstattung umfasst ein durchgehendes Leuchtenband im Frontbereich, eine Servolenkung, Zentralverriegelung sowie eine zusätzliche Heizung im Fahrgastraum. Dieser ist komplett mit Teppichboden ausgestattet und vollständig verkleidet. Bei der SLX-Version gab es zudem optional eine Klimaanlage, ein mittiges elektrisches Schiebedach, und elektrische Fensterheber vorn. Angetrieben wird die europäische Vanette vom Benzinmotor CA20 mit serienmäßigem Katalysator oder dem LD20-Dieselmotor mit zuletzt 49 kW Leistung. Zudem gab es optional eine Automatik und Allradantrieb, die aber für den Dieselmotor in Europa nicht erhältlich waren.
- Parallel zu Japan wurde im November 1988 ein Lieferwagenmodell auf Basis der C22 eingeführt, welches ebenfalls in Spanien gebaut wurde.
- 1991 wurde die C22 Van- und Lieferwagenproduktion der Vanette in Europa zugunsten des Nissan Serena C23 eingestellt.

Die Vanette C22 wurde nun für Europa aus Malaysia bis 1995 parallel zum Nachfolgemodell Serena importiert, die Lieferwagenversionen der C22 wurden noch bis Ende 1993 aus Japan importiert und ab 1994 durch die Nissan Vanette E ersetzt.

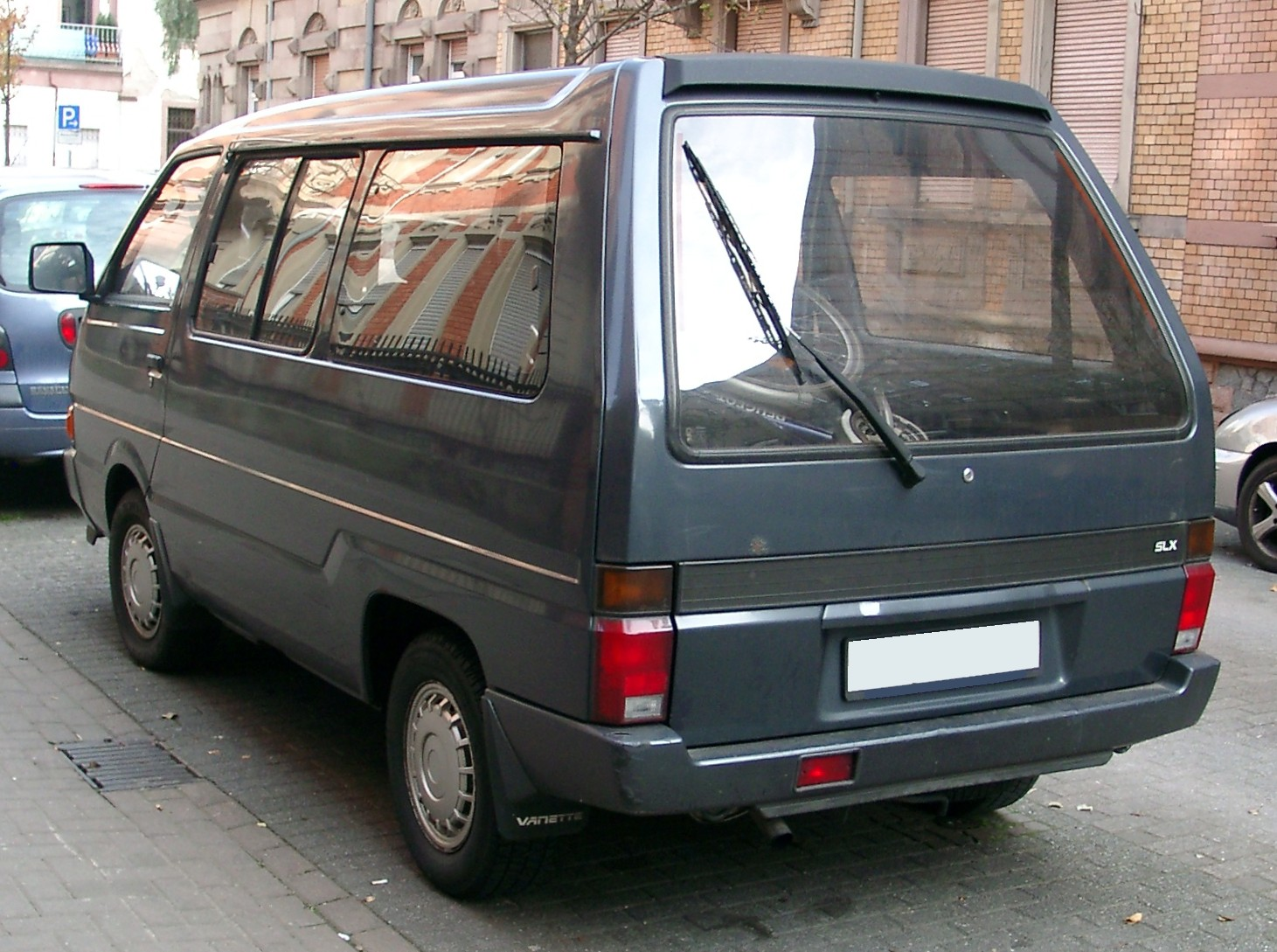
Heckansicht
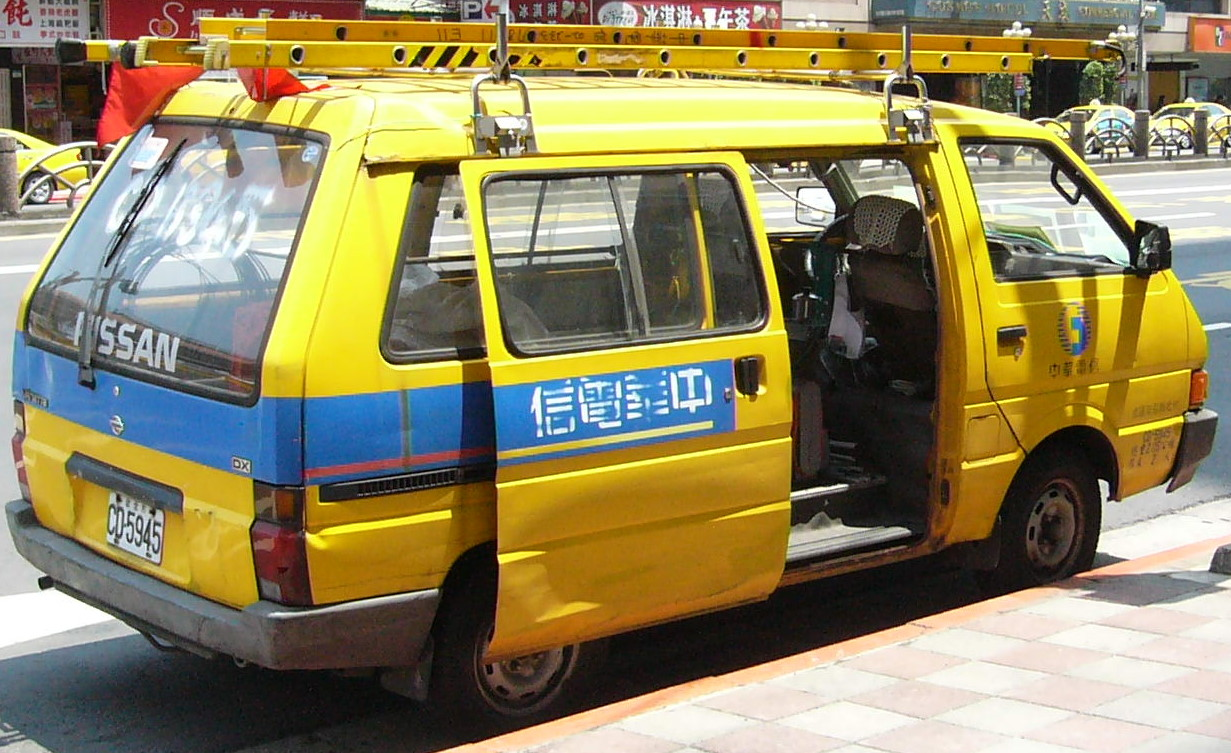
Vanette C22 Lieferwagen
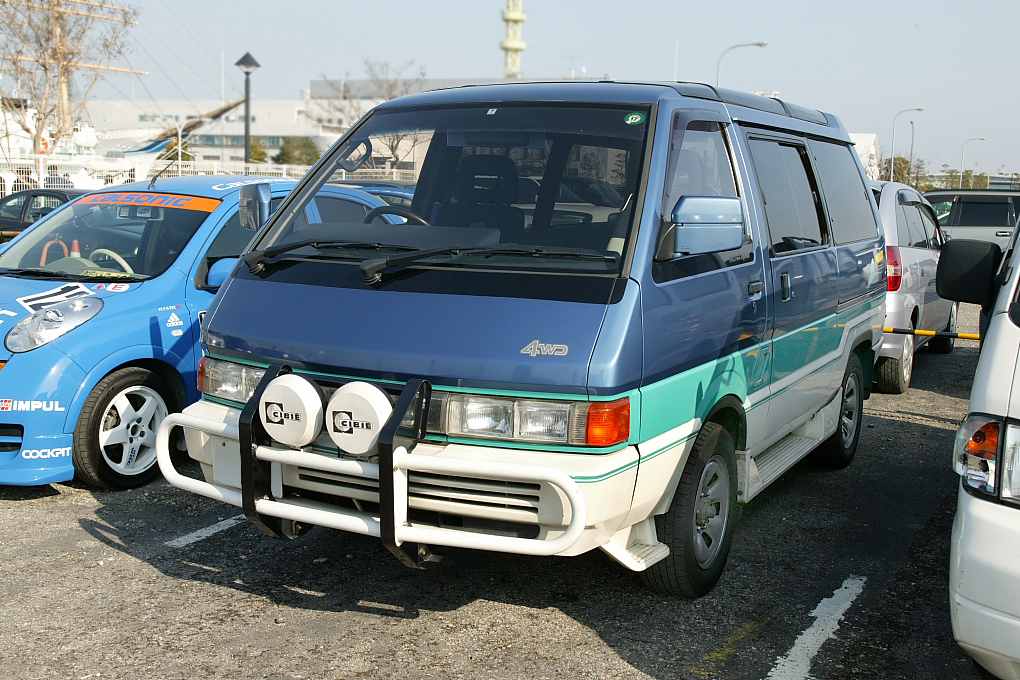
Nissan Vanette Largo C22 4WD

### Nissanvan (C22, 1985–1990, Nordamerika)
Der Nissan C22 wurde als Nissanvan für Nordamerika etwas abgeändert und trat dort gegen den gleich großen Toyotavan an. Von 1987 bis 1990 wurde der Wagen mit dem leistungsfähigeren 2,4-l-Motor ausgestattet, da der 2,0-l-Motor nicht der Leistungserwartung des US-Marktes entsprach. Ursprünglich war die Konstruktion für eine solch große Maschine nicht ausgelegt, und so füllte der neue Motor den Motorraum vollständig, was später zu Problemen mit Überhitzungen und sogar Motorbränden führte. 1994 unternahm Nissan den Schritt, alle in den USA verkauften Vans zurückzukaufen, nachdem vier Rückrufe nicht zur Beseitigung der Feuergefahr durch den großen Motor geführt hatten. Den Besitzern bot man eine Entschädigung mindestens in Höhe des im „Blue Book“ (amerikanische Schwacke-Liste) genannten Wertes an, die meisten Besitzer akzeptierten das Geschäft. Einige aber zogen es vor, ihre Vans zu behalten. In einem Vergleich zur Beendigung der Sammelklage wurde den Klägern ein Nachlass beim Kauf eines neuen Nissan angeboten. Niemals vorher oder nachher wurde in den USA eine komplette Modellreihe vom Hersteller zurückgekauft. Die zurückgekauften Fahrzeuge wurden komplett verschrottet.

#### Nissan Vanette C22 (1991–2012, Malaysia)

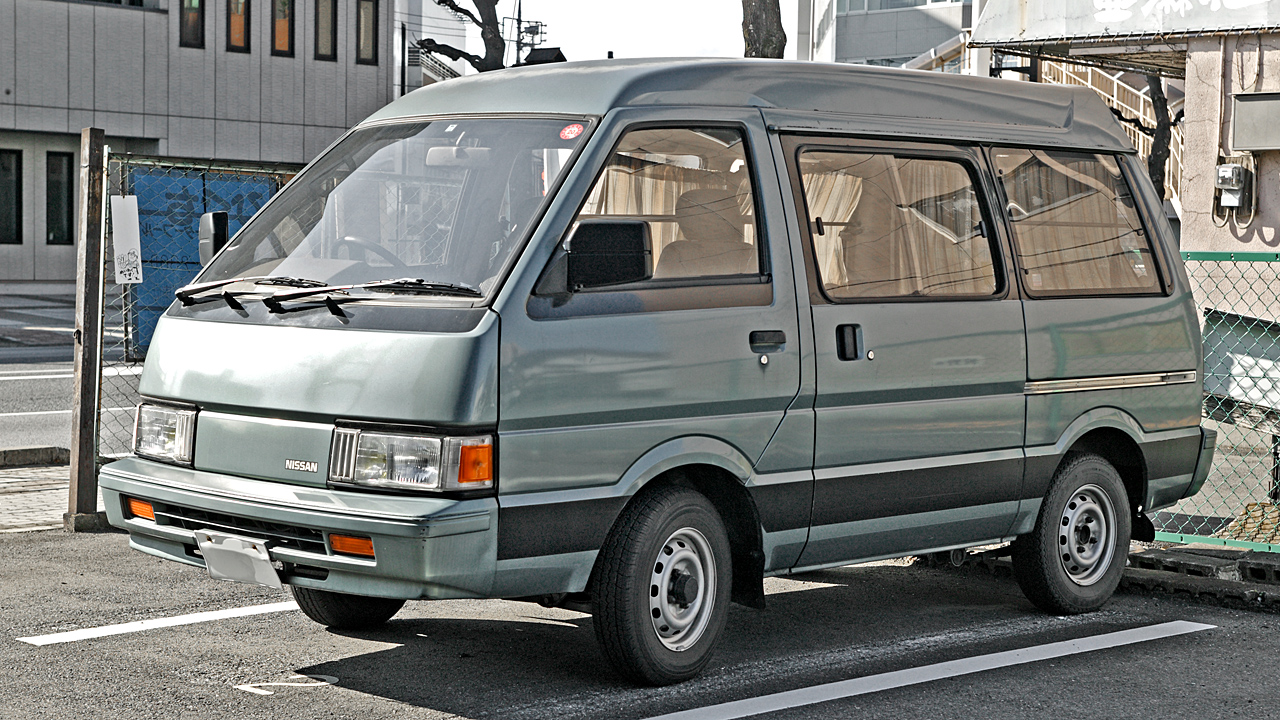
Nissan Vanette C22 Malaysia mit letztem Facelift

Von 1991 bis 2011 wurde der C22 Vanettevan als Nissan Vanette Grand-Coach (Hochdachversion) neben den kommerziellen Vanette-C22-Versionen in Malaysia produziert. Zum Produktionsstart 1991 wurden die C22-Versionen im Front- und Heckbereich modernisiert. Der Export der Lkw-C22-Modelle nach Japan wurde Ende 1993 beendet. Der C22-Van wurde nach Europa und Japan bis Mitte 1995 exportiert. Eine erneute Überarbeitung inklusive der Vanette C22 erfolgte 1995 und eine weitere Überarbeitung Anfang der 2000er-Jahre. Jedes Mal gab es nun eine neue Front und Heck mit überarbeiteten Motoren, aber das Armaturenbrett blieb im Grunde dasselbe aus dem Beginn der C22-Serie 1985. Noch bis Ende 2011 wurde die C22-Baureihe in Malaysia produziert und neben anderen asiatischen Ländern noch bis Anfang 2012 verkauft.
In diesen Ländern ersetzte dort der Nissan NV200 die C22-Baureihe, während die Produktionsanlagen nach Indien zu Ashok Leyland verbracht wurden.

##### Ashok Leyland Dost seit 2012
Seit 2012 wird der Ashok Leyland Dost im gemeinsamen Nissan- und Ashok-Leyland-Werk in der Nähe von Chennai in Indien produziert. Dabei handelt es sich um ein Lkw/Fahrgestell bzw. Pick-up, welcher auch mit verschiedenen Aufbauten geliefert wird. Der Dost ist das erste Ergebnis des seit 2008 bestehenden Joint Venture zwischen Ashok Leyland und Nissan. Ursprünglich war auch geplant eine Kleinbus-Version herzustellen, letztlich wurde aber der Ashok Leyland Stile ins Programm aufgenommen.
Beim Dost handelt es sich vordergründig um eine Neukonstruktion, die Basis liefert aber der bis 2011 in Malaysia gebaute Vanette-C22-Truck. Dafür wurden auch Teile der Produktionsanlagen von Malaysia nach Indien verbracht. Wie bei der Vanette C22 ist auch beim Dost der Motor – ein 1,5-Liter-Reihendreizylindercommonraildieselmotor – als Mittelmotor unter den Vordersitzen verbaut. Die vordere Karosserie samt Innenraum wurde komplett neu entworfen, die Seitentüren und restliche Karosserie stammen jedoch noch vom Vanette C22. Ab 2014 soll die Modellreihe in Asien auch außerhalb Indiens angeboten werden.

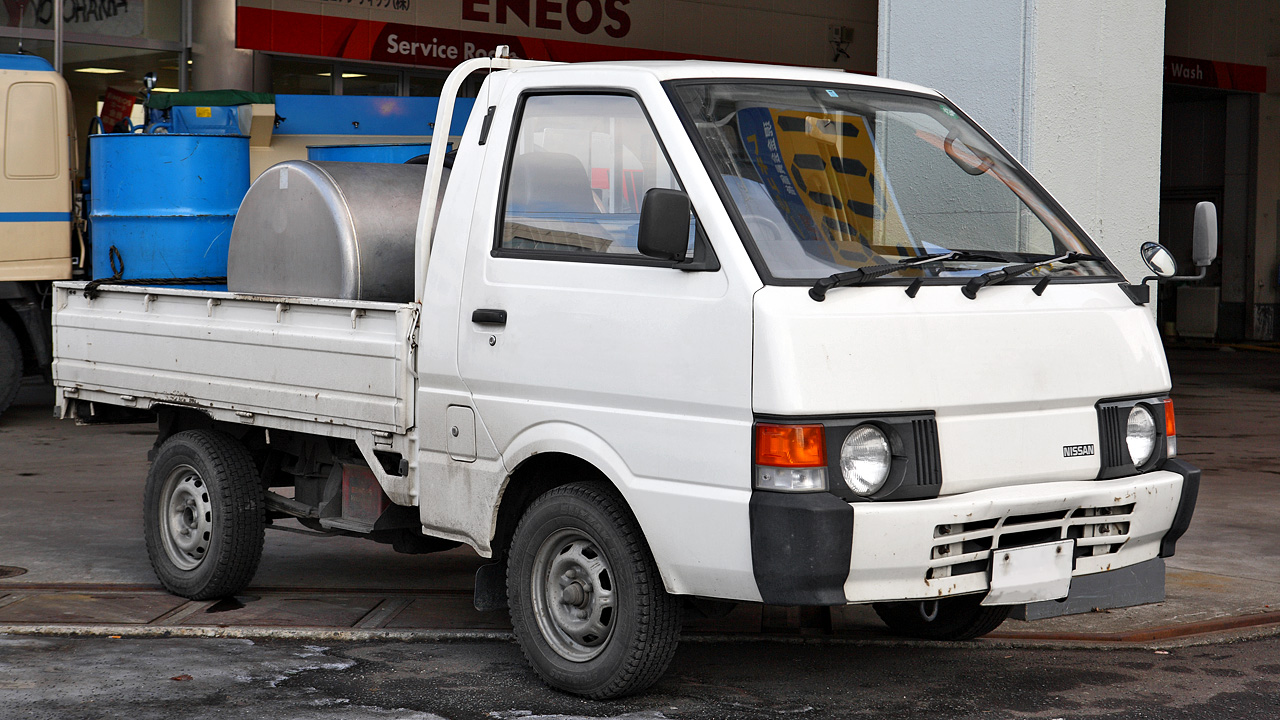
Truck C22 1991–1995 mit 1. Facelift
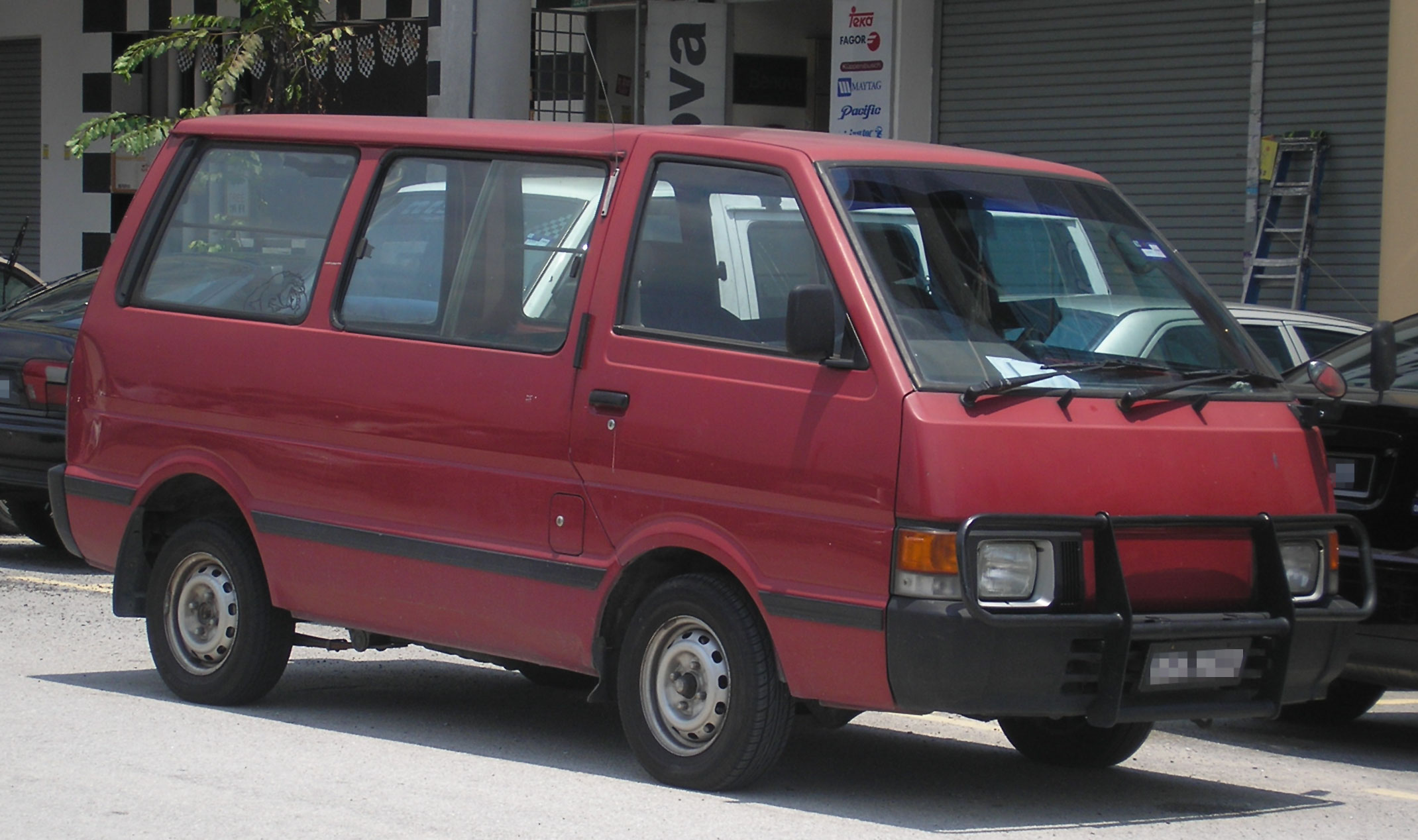
C22 Kombi/Kastenwagen 1991–1995 mit 1. Facelift
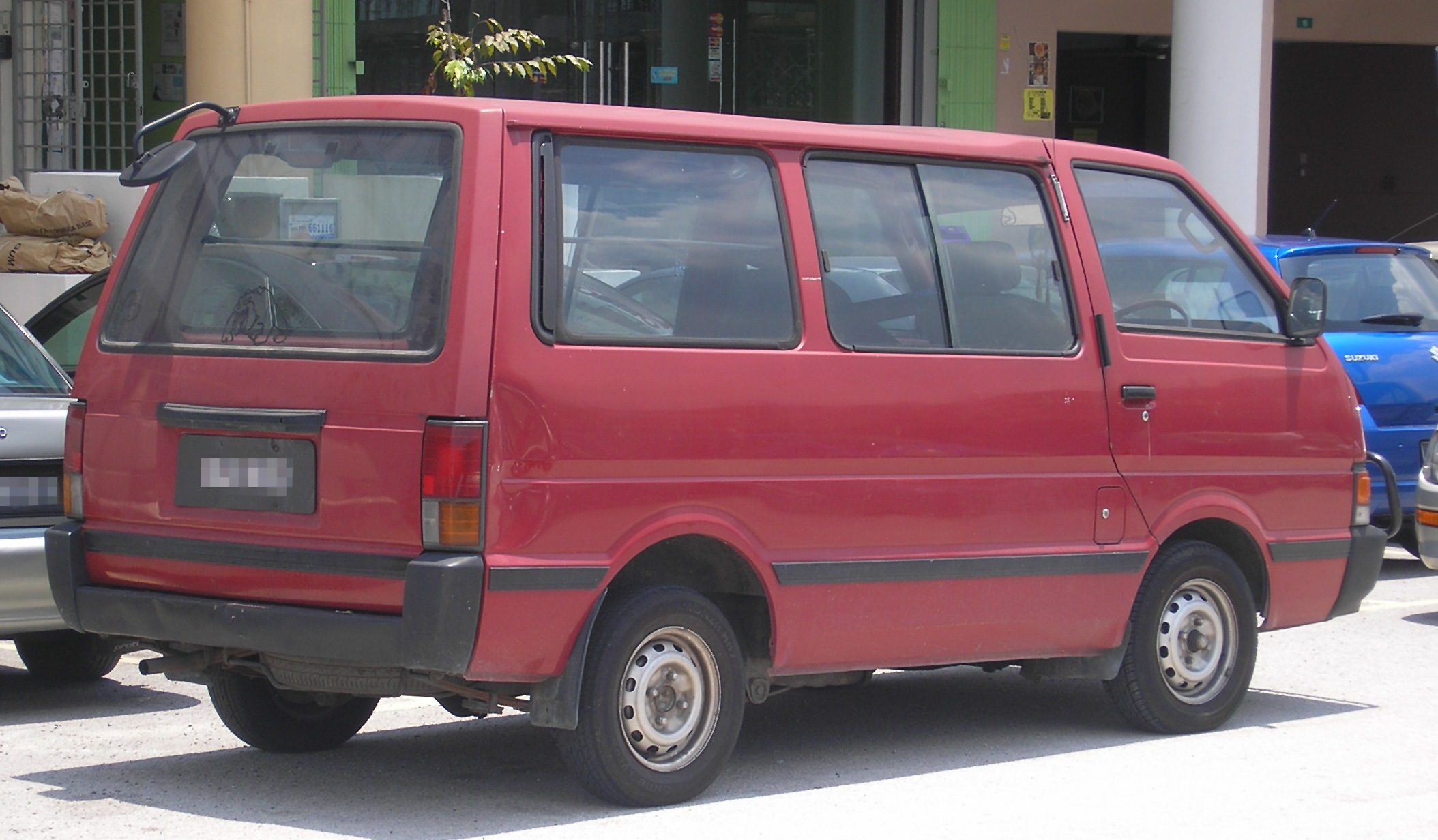
Heckansicht
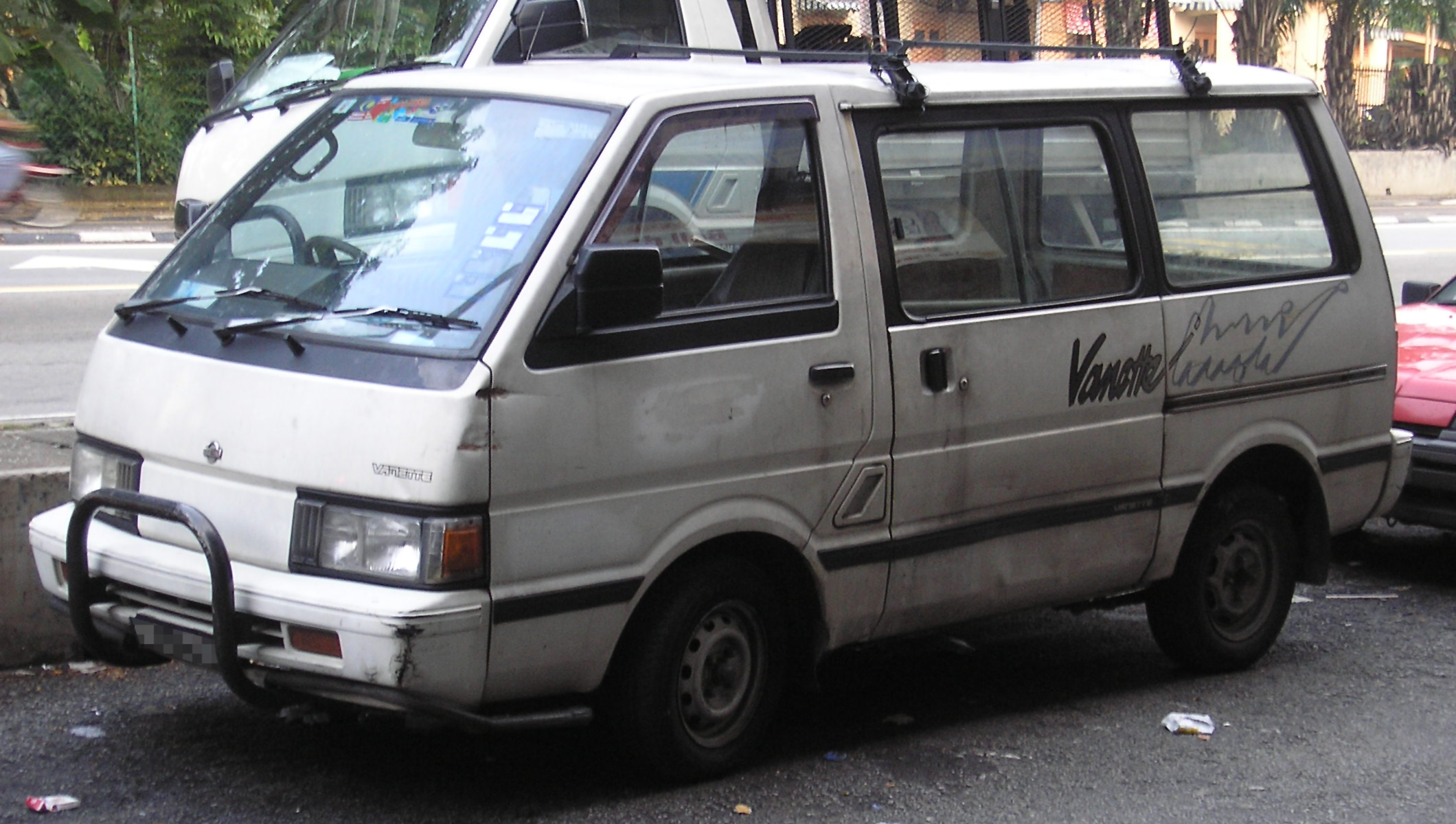
C22 Kombi/Kastenwagen 2. Facelift
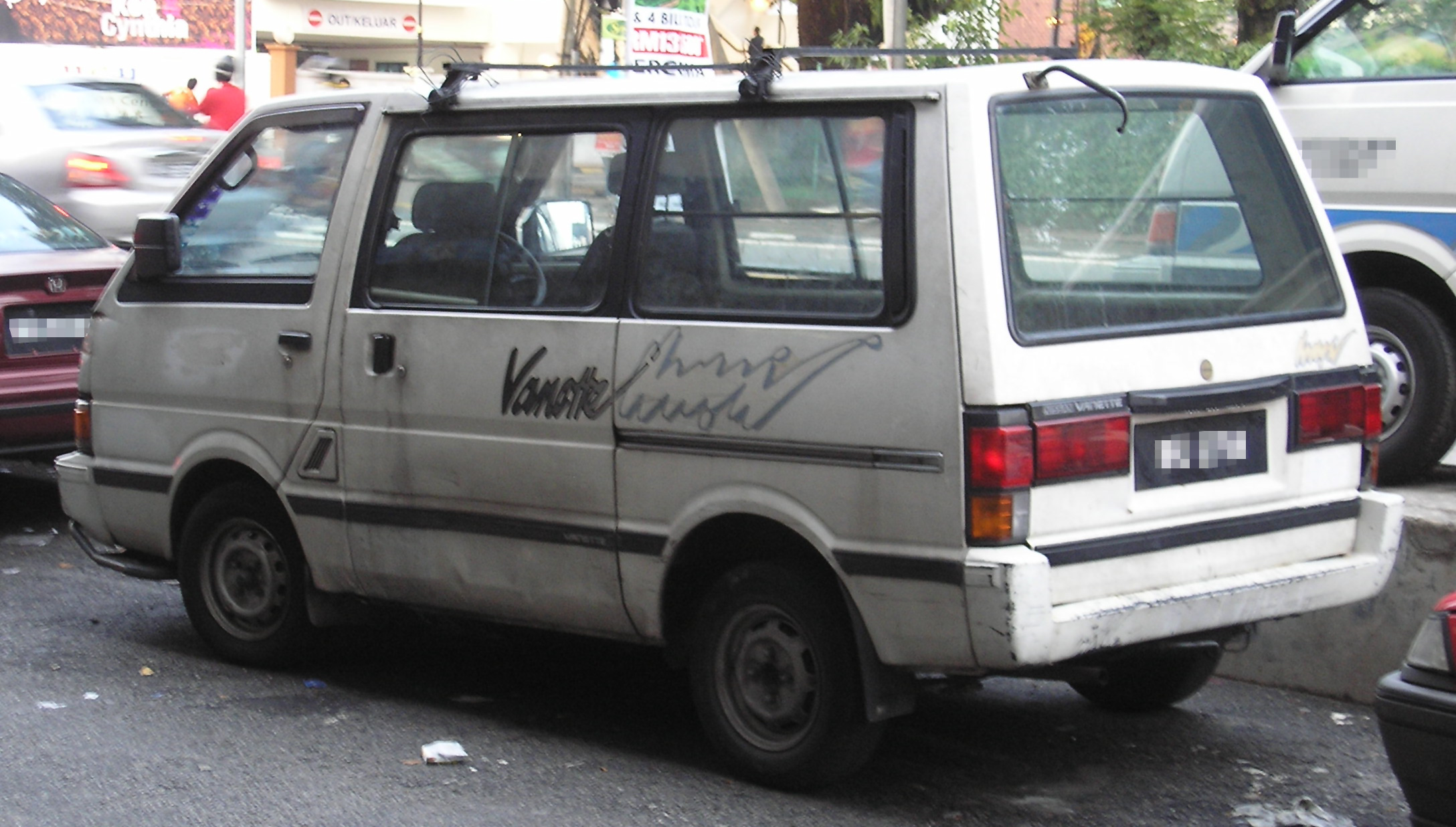
Heckansicht
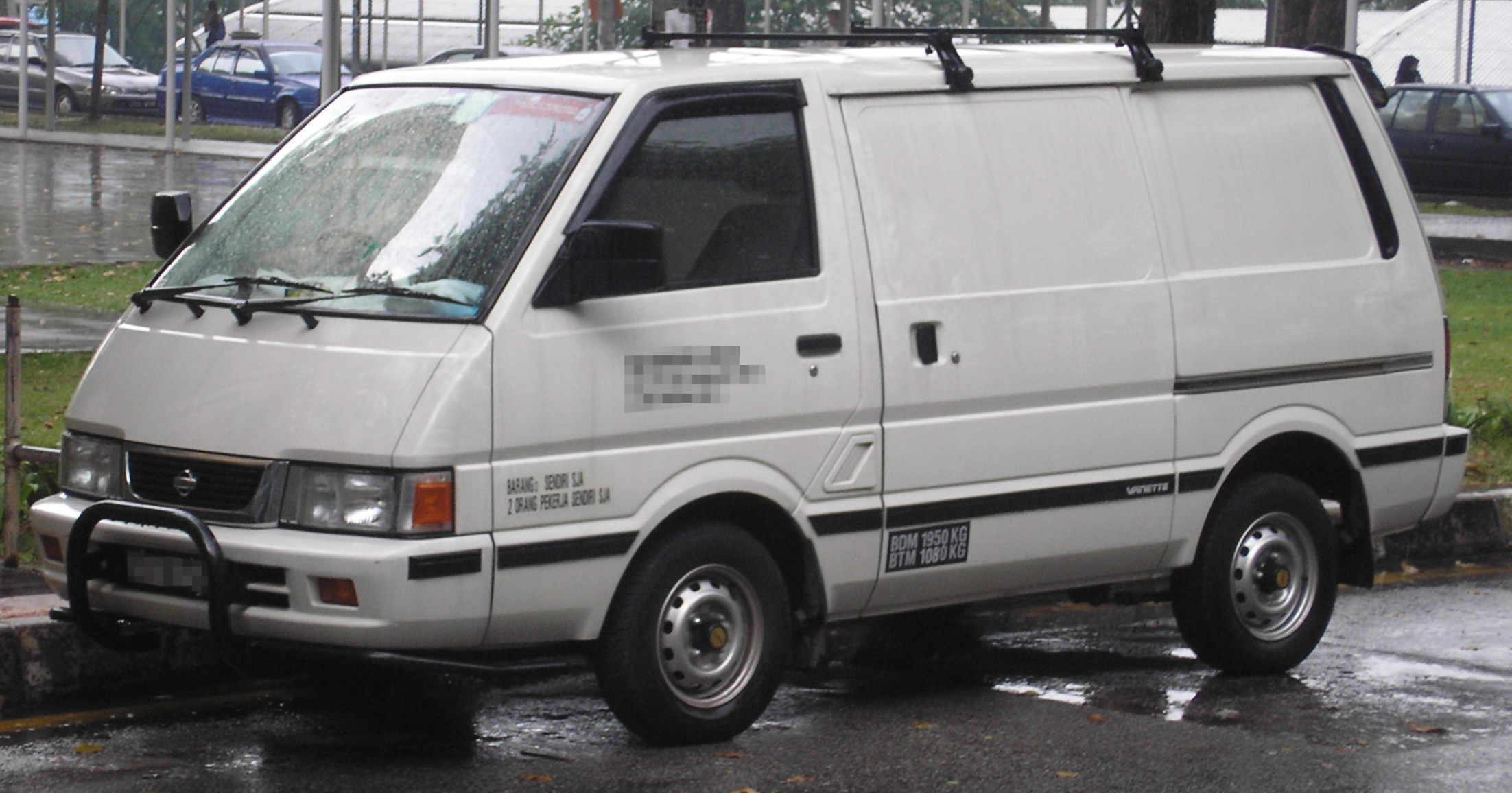
C22 Kombi/Kastenwagen 3. Facelift
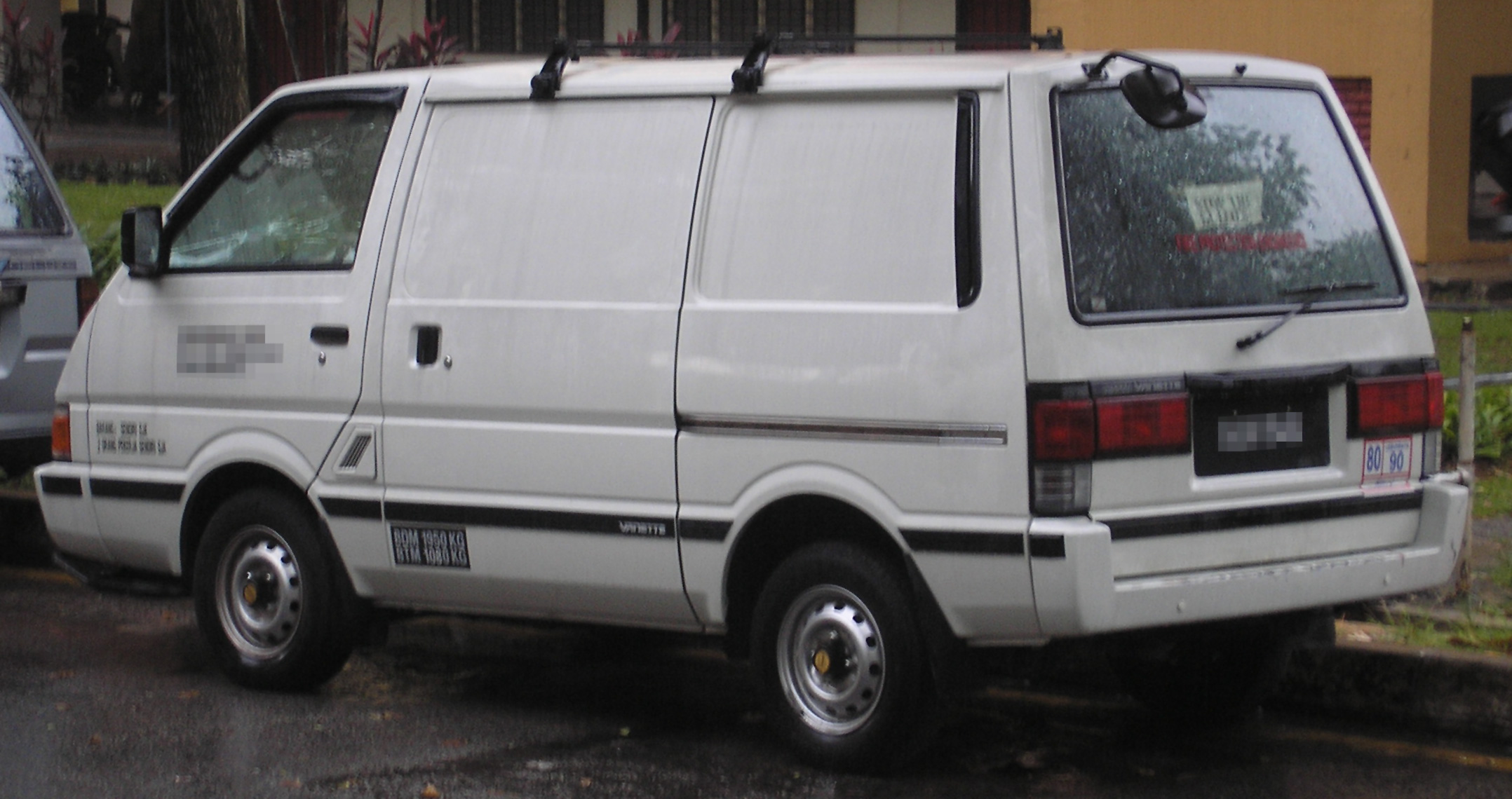
Heckansicht

## Nissan Vanette (1994–2002, Europa)

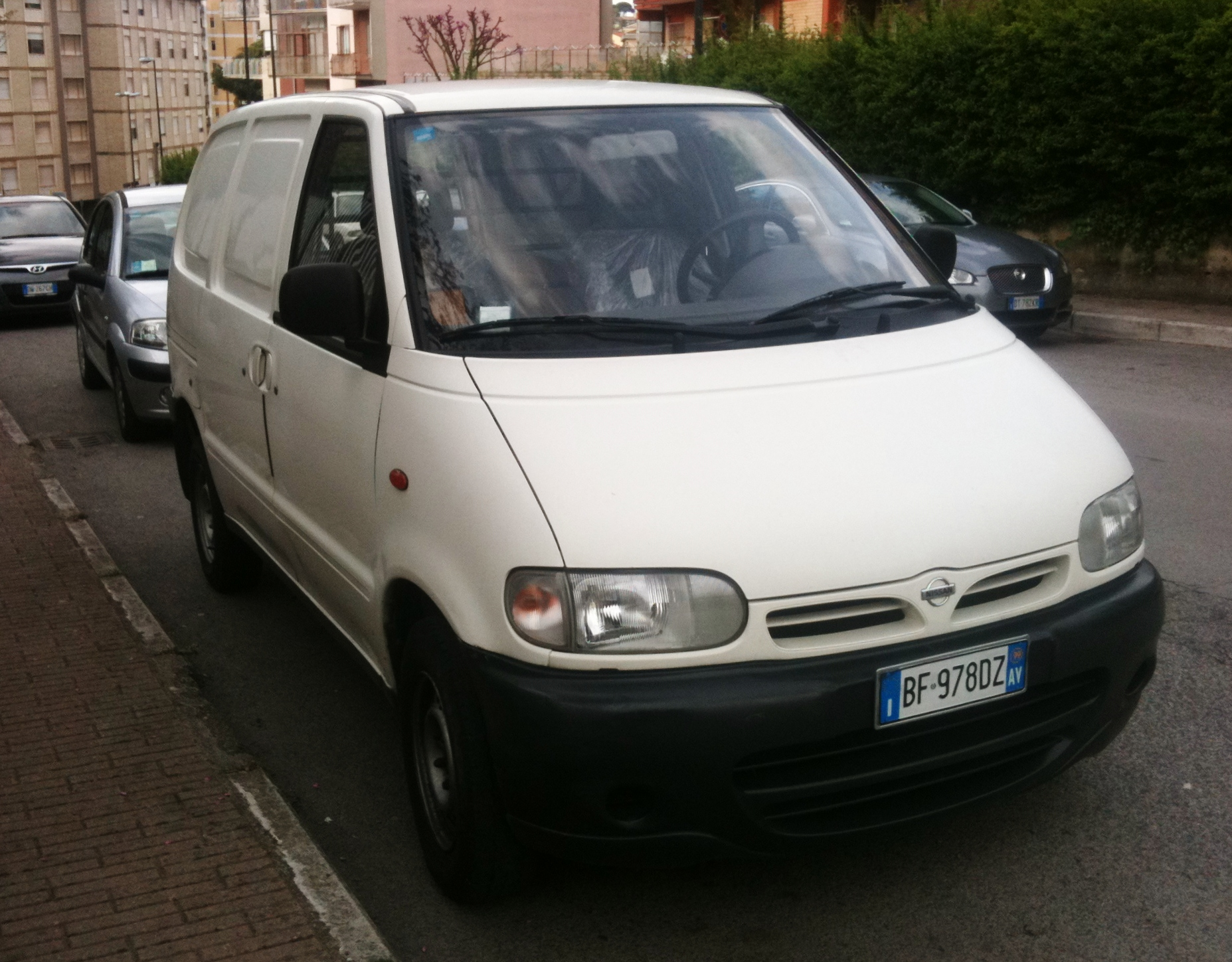
Nissan Vanette E

### Vanette E
Die Vanette E (C123)  wurde ab 1994 bis 2002 in Spanien als Nachfolger der Lieferwagenmodelle der Nissan Vanette C22 produziert. Sie ist ein verblechter Lieferwagen ohne Seitenfenster auf Basis des Nissan Serena C23; in Japan war dieses Modell nicht erhältlich. Angetrieben wird sie von einem 2,0-l-Ottomotor oder von einem 2,0-l-Dieselmotor. Auch sie wurde serienmäßig mit zwei seitlichen Schiebetüren und Heckklappe ausgeliefert. 2002 endete die Produktion und erst im Sommer 2003 gab es mit dem Nissan Kubistar ein Nachfolgemodell.

### Nissan Vanette Cargo III HC23 (1995–2001)
Die Vanette Cargo III (HC 23) basiert ebenfalls auf dem Nissan Serena C23, ist aber länger und breiter als dieser und besitzt ein Hochdach, das hinter den Vordersitzen beginnt. Auch die ab Januar 1995 produzierte Vanette Cargo III wurde wieder in Spanien produziert und war in Europa erhältlich. Im Gegensatz zum Vorgängermodell hat sie zwei arretierbare Flügelhecktüren. Ab 1996 gab es neben dem komplett geschlossenen Kastenwagen mit serienmäßig zwei seitlichen Schiebetüren auch eine Kleinbus-Version. Entweder als Cargo 5 oder Cargo 8 (ab Januar 1997) hatte sie eine entsprechende Sitzanzahl, wobei die mittlere Sitzbank ausgebaut und die hinteren Sitze entweder ausgebaut oder zur Seite weggeklappt werden können. Angetrieben wird sie von einem 2,3-l-Dieselmotor mit 55 kW. Ein Fahrerairbag war im Cargo III von Beginn an serienmäßig, später war auch ein Beifahrerairbag und Antiblockiersystem erhältlich. Die Produktion der Vanette Cargo III (HC23) endete 2001. Ab 2002 bot Nissan das Modell Primastar an, das die Vanette Cargo in Europa ersetzte.

### LDV Cub
Der britische Hersteller LDV baute eine Version der Vanette Cargo HC23 in Lizenz und verkaufte ihn in Großbritannien als LDV Cub.

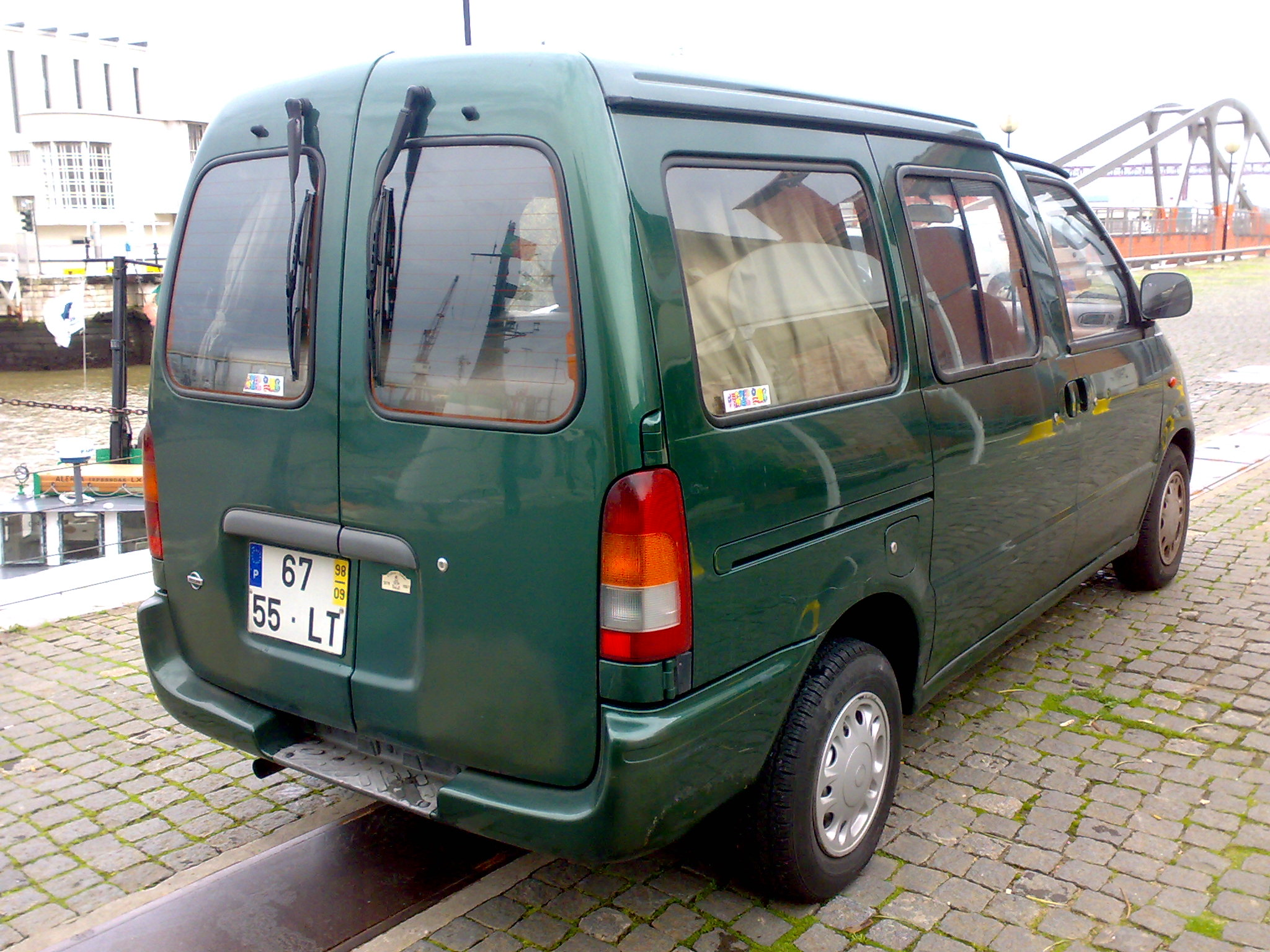
Vanette Cargo 5
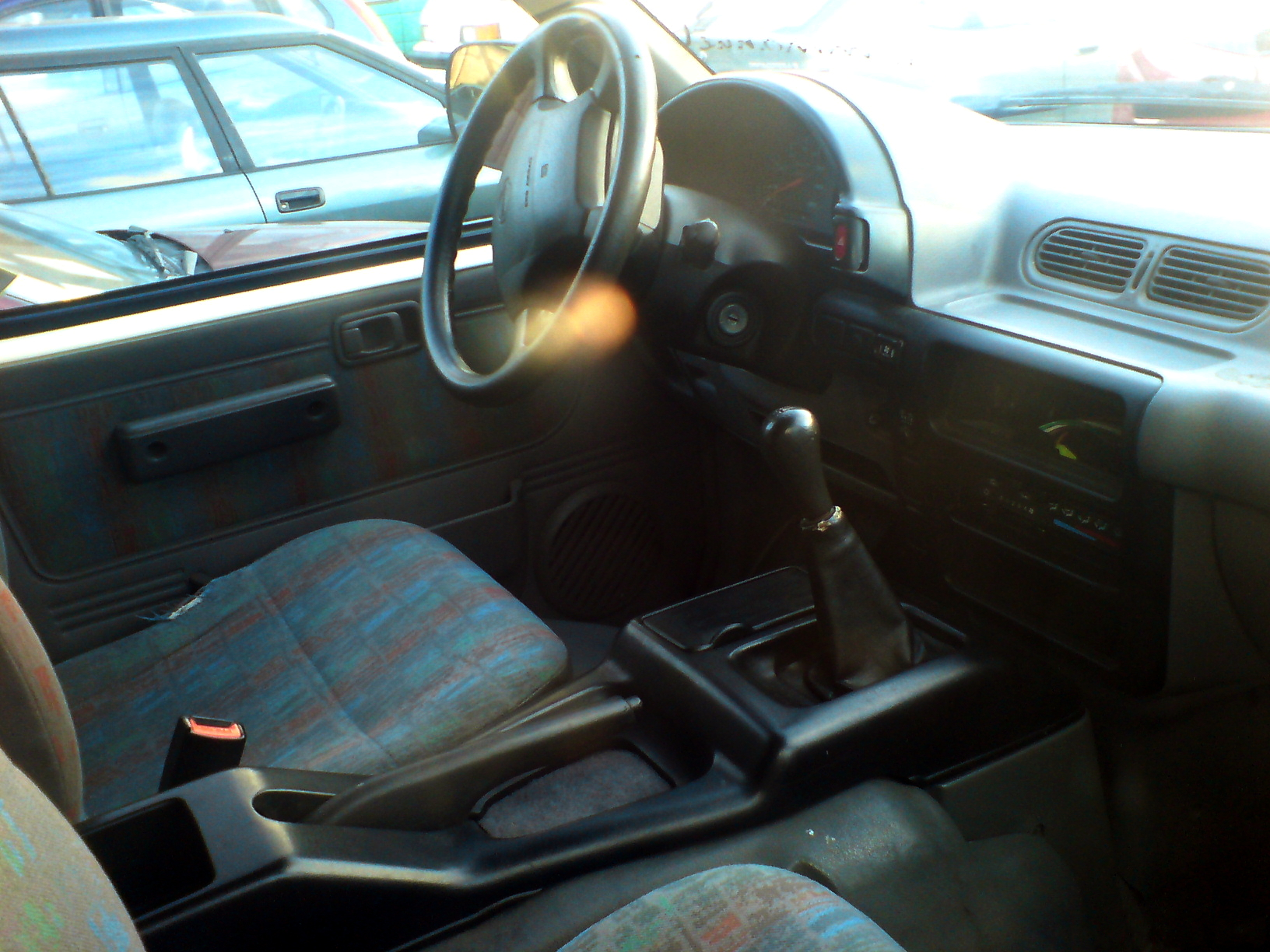
Armaturenbrett
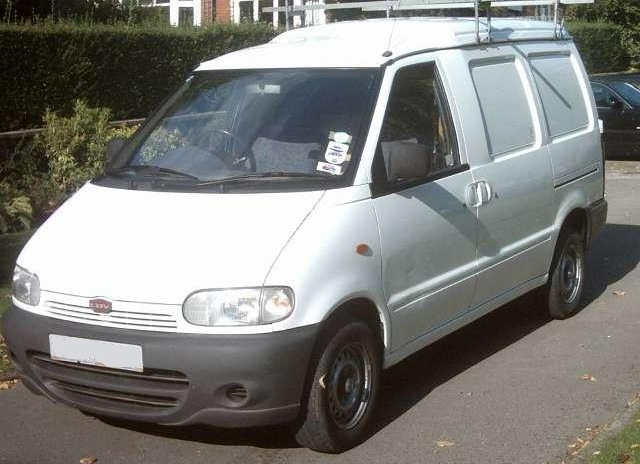
LDV Cub

## Nissan Vanette S20 (1994–1999, Asien)
Die Vanette (S20) ist die erste Vanettegeneration, die mittels Badge-Engineering auf Basis des Mazda Bongo entstand. Als Motoren wurden 1,5- und 1,8-l-Ottomotoren sowie ein 2,2-l-Dieselmotor verbaut. Erhältlich war sie wiederum als Kastenwagen bzw. Kleinbus mit optionalem Hochdach und als Pritschenwagen oder reines Fahrgestell. Optional gab es auch Automatikgetriebe für die Ottomotoren und Allradantrieb. Ab 1995 war auch ein Automatikgetriebe für den Dieselmotor erhältlich, welcher 1996 überarbeitet wurde mit einer Leistungssteigerung von 45 auf 56 kW. Das Leergewicht des Fahrzeuges wird mit 1330–1410 kg angegeben.

## Nissan Vanette S21 (seit 1999, Asien)
Die Vanette (S21) wurde ab Juni 1999 als Kastenwagen oder Kombi mit Hochdach und als Pritschenwagen oder Fahrgestell wiederum auf Basis des Mazda Bongo gebaut. Die Karosserie und der Innenraum wurden umfassend verändert, es gibt sie zusätzlich optional mit Airbags und ABS. Aufgrund veränderter Crash-Vorschriften wurde die Front verlängert. Ebenso gibt es auch eine längere Karosserieversion, welche die Ladefläche enorm vergrößert. Der Dieselmotor erhielt Direkteinspritzung und die Leistung wurde auf 58 kW erhöht, der nun einzig verfügbare 1,8-l-Ottomotor verfügt über einen Turbolader. Das Leergewicht wird mit 1340–1445 kg angegeben.
- Ab Juli 1999 waren die Allradmodelle erhältlich.
- Im August 2002 gehörte der Fahrerairbag zur Serienausstattung.
- 2003 ersetzte ein Zweiliterdieselmotor den älteren Motor mit 2,2 Litern Hubraum.
- Ab 2007 wurden die Dieselmodelle mit Partikelfilter ausgestattet. Gleichzeitig wurde ein neuer Ottomotor eingeführt, der den Schadstoffvorschriften angepasst wurde.
- Ab August 2010 waren elektrisch verstellbare Außenspiegel, Beifahrer-Airbag, Zentralverriegelung mit Fernbedienung und eine vergrößerte Mittelkonsole serienmäßig. Eine Überarbeitung senkte die Ladehöhe auf 45 mm. Verändert wurde auch der 1,8-l-Ottomotor, der nun über zwei obenliegende Nockenwellen verfügt. Ergebnis war eine Erhöhung des Drehmoments und eine Verbesserung der Kraftstoffeffizienz.
- Im Februar 2012 wurde die Produktion der Kastenwagen- und Kleinbusmodelle zugunsten des Nissan NV200 eingestellt. Der Pritschenwagen und das Fahrgestell werden aber weiterhin noch als Nissan Vanette produziert.

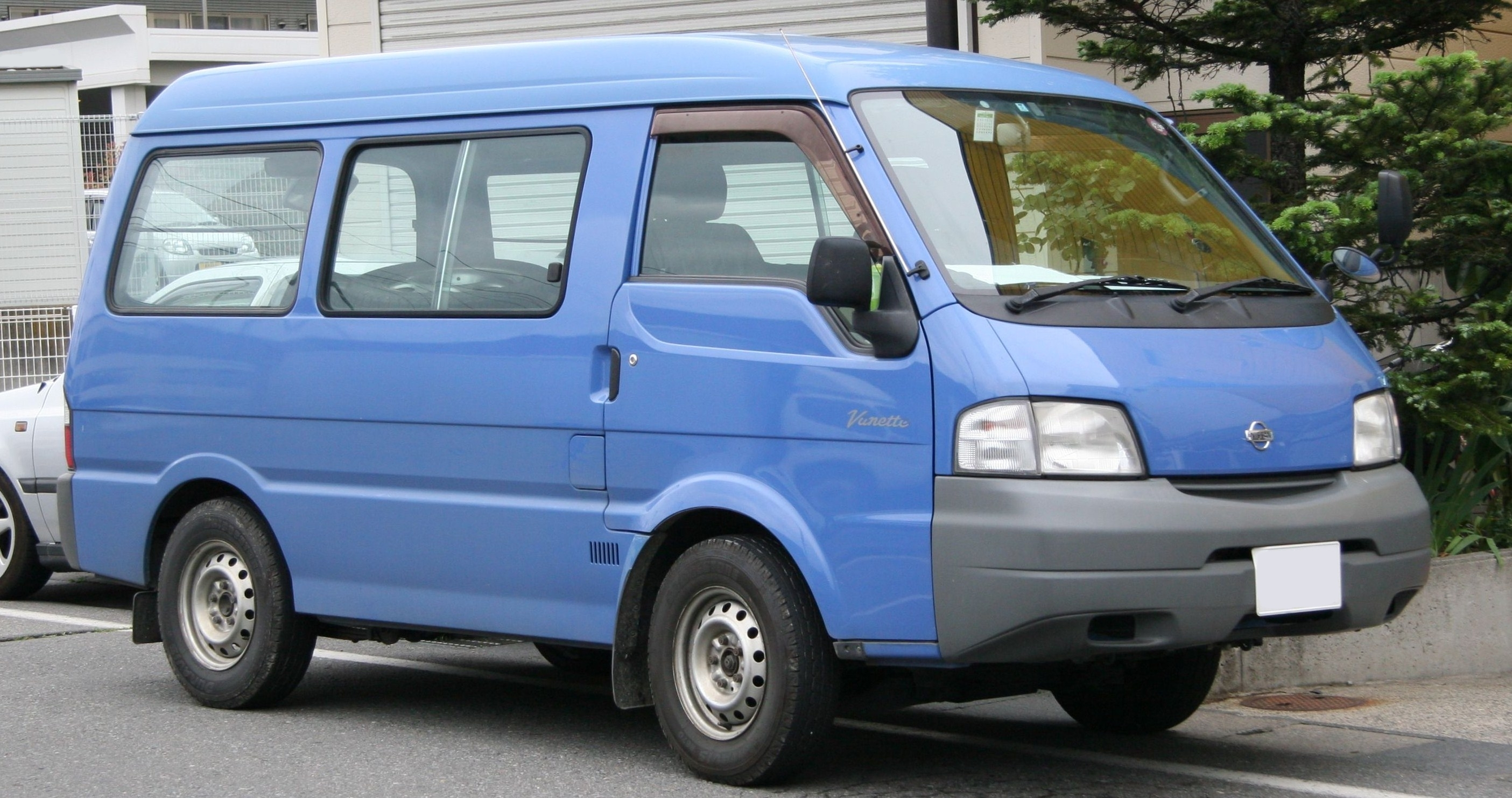
Vanette S21 Hochdach
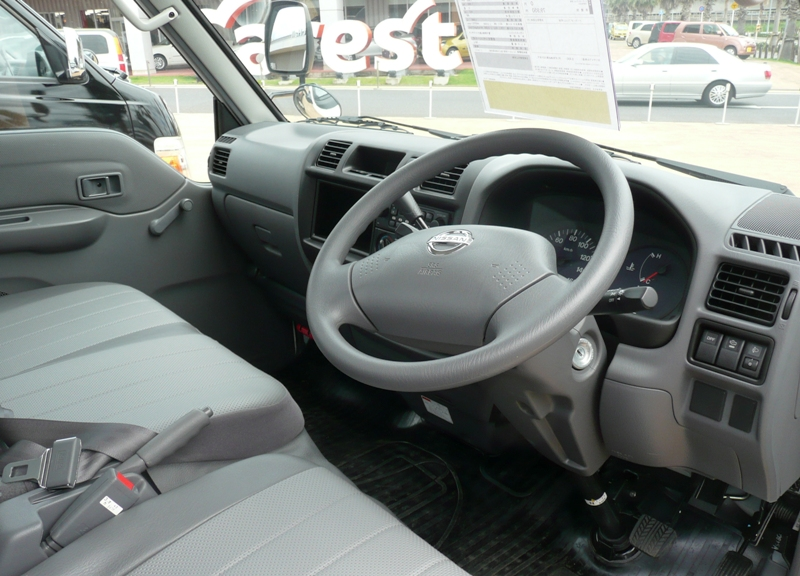
Vanette S21 Armaturenbrett
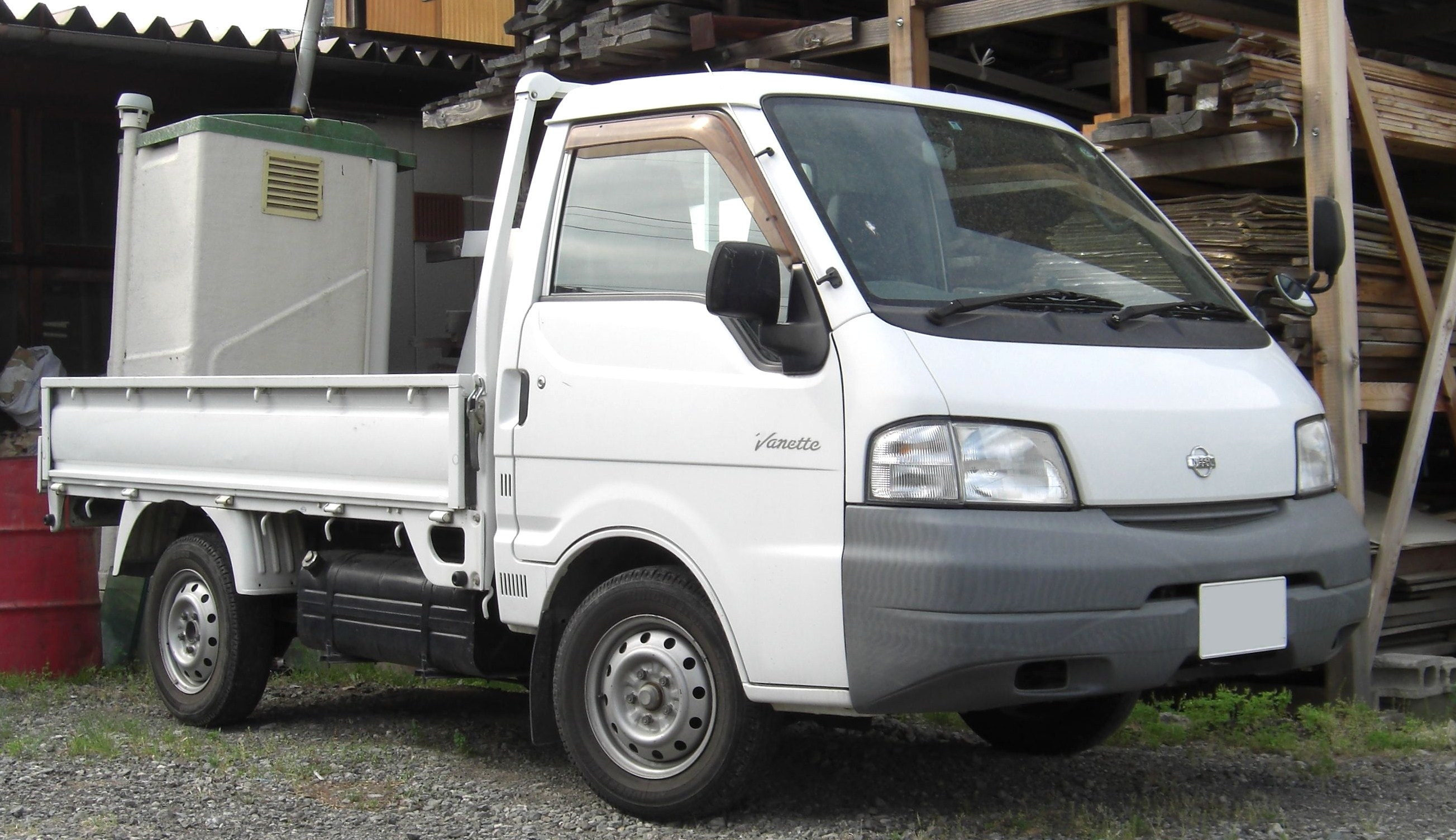
Vanette S21 Pritsche

## Nissan Vanette 16S / Nissan Evalia (seit 2009)

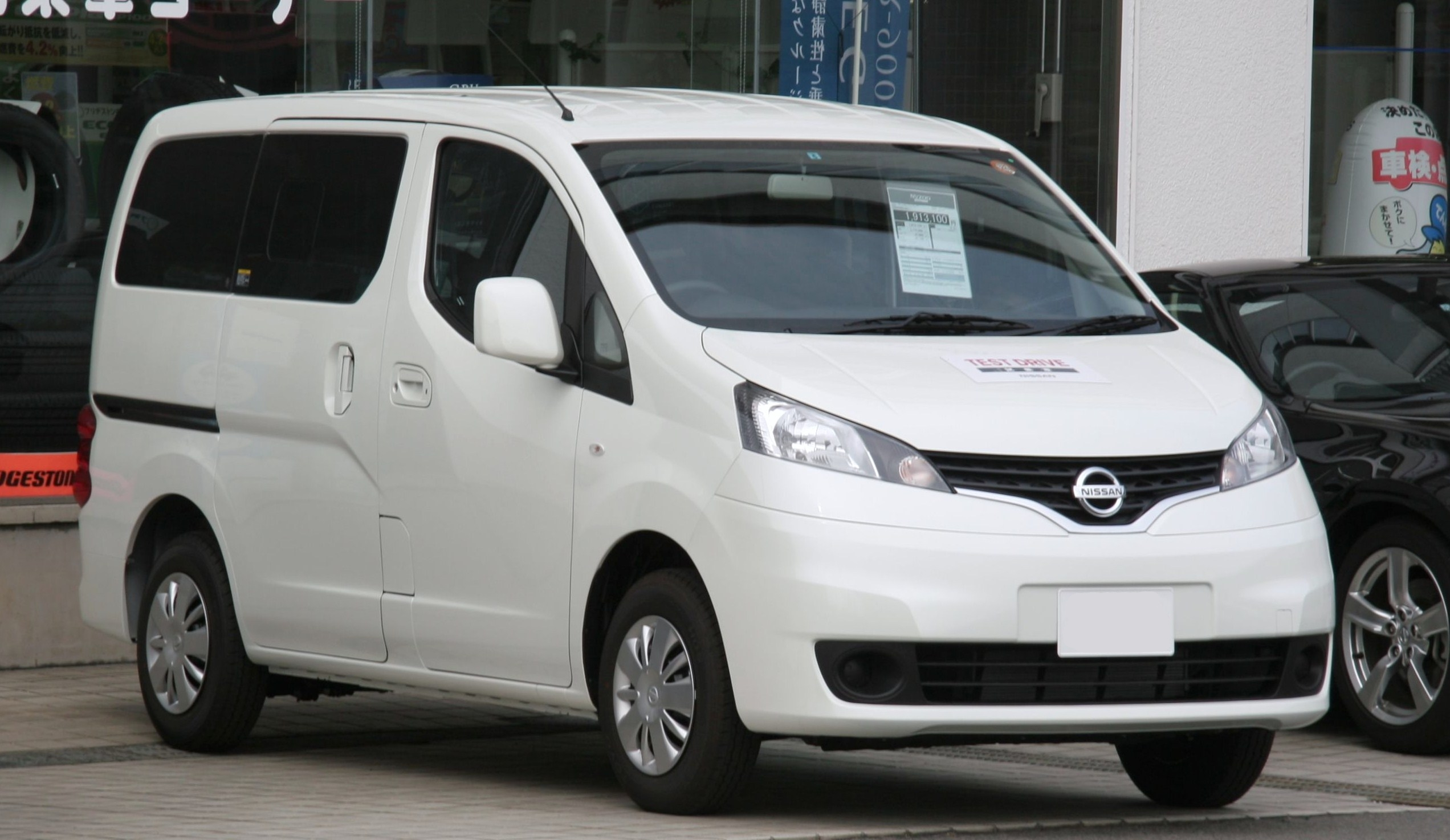
Nissan Vanette 16S

Seit 2009 wird die Nissan Vanette 16S auf Basis des Nissan NV200 in Japan gebaut. Im Gegensatz zum ähnlichen in Europa verfügbaren Modell Nissan Evalia ist sie auch mit Automatikgetriebe und Allradantrieb erhältlich.